# Gran Premio del Úlster de Motociclismo de 1955
El Gran Premio del Úlster de Motociclismo de 1955 fue la séptima prueba de la temporada 1955 del Campeonato Mundial de Motociclismo. El Gran Premio se disputó del 11 al 13 de agosto de 1955 en Dundrod.

## Resultados 500cc
Sin la participación de los mejores pilotos de la categoría, la carrera supuso un gran revés para Norton, que ya no tenía un equipo de fábrica, pero esperaba una victoria. Moto Guzzi había dejado su Quattro Cilindri y aún no había terminado de desarrollar la Otto Cilindri. Bill Lomas ganó la carrera por delante de John Hartle (Norton) y Dickie Dale, también con una Monocilindrica 500.
| Pos.    | Piloto            | Equipo     | Tiempo     | Pts. |
| ------- | ----------------- | ---------- | ---------- | ---- |
| 1       | Bill Lomas        | Moto Guzzi | 2:00"31'0  | 8    |
| 2       | John Hartle       | Norton     | +6'0       | 6    |
| 3       | Dickie Dale       | Moto Guzzi | +3"13'0    | 4    |
| 4       | Bob McIntyre      | Norton     | +4"21'0    | 3    |
| 5       | Peter Murphy      | Matchless  | +1 Vuelta  | 2    |
| 6       | John Clark        | Matchless  | +1 Vuelta  | 1    |
| 7       | Eric Jones        | Norton     | +2 Vueltas |      |
| 8       | Percy Tait        | Norton     | +2 Vueltas |      |
| 9       | William Collett   | Matchless  | +2 Vueltas |      |
| 10      | Maurice Low       | BSA        | +2 Vueltas |      |
| 11      | Bob Matthews      | Velocette  | +2 Vueltas |      |
| 12      | Malcolm Templeton | Matchless  | +3 Vueltas |      |
| 13      | Kenneth Tostevin  | Matchless  | +3 Vueltas |      |
| 14      | Agnus Martin      | Norton     | +3 Vueltas |      |
| 15      | Harry Turner      | Norton     | +3 Vueltas |      |
| 16      | Ralph Rensen      | Norton     | +3 Vueltas |      |
| 17      | Ernie Oliver      | Norton     | +3 Vueltas |      |
| 18      | Dick Knox         | Norton     | +3 Vueltas |      |
| 19      | Robert King       | Norton     | +3 Vueltas |      |
| 20      | Ken Swallow       | Matchless  | +4 Vueltas |      |
| 21      | Jimmy Hayes       | AJS        | +4 Vueltas |      |
| 22      | Roy Evans         | Matchless  | +4 Vueltas |      |
| Ret     | Jack Ahearn       | Norton     | Ret        |      |
| Ret     | Arthur Wheeler    | Moto Guzzi | Ret        |      |
| Ret     | Dave Chadwick     | Norton     | Ret        |      |
| Ret     | Jack Brett        | Norton     | Ret        |      |
| Ret     | John Surtees      | Norton     | Ret        |      |
| Fuente: |                   |            |            |      |

## Resultados 350cc
El Campeón del mundo Bill Lomas también ganó el Gran Premio del Úlster por delante de las Norton de John Hartle y John Surtees. En esta carrera, se tuvo que lamentar la muerte del piloto Julian Crossley.
| Pos. | Piloto            | Equipo     | Tiempo  | Pts. |
| ---- | ----------------- | ---------- | ------- | ---- |
| 1    | Bill Lomas        | Moto Guzzi | 1:39:38 | 8    |
| 2    | John Hartle       | Norton     | +0:14   | 6    |
| 3    | John Surtees      | Norton     | +1:13   | 4    |
| 4    | Cecil Sandford    | Moto Guzzi |         | 3    |
| 5    | Bob McIntyre      | Norton     |         | 2    |
| 6    | Peter Murphy      | AJS        |         | 1    |
| 7    | Jack Brett        | AJS        |         |      |
| 8    | Derek Powell      | Norton     |         |      |
| 9    | John Clark        | AJS        |         |      |
| 10   | Frank Perris      | AJS        |         |      |
| 11   | Bill Aislabie     | AJS        |         |      |
| 12   | Percy Tait        | AJS        |         |      |
| 13   | Sammy Miller      | Norton     |         |      |
| 14   | Arthur Wheeler    | AJS        |         |      |
| 15   | Ralph Rensen      | Norton     |         |      |
| 16   | Barry Stormont    | BSA        |         |      |
| 17   | Bob Matthews      | Velocette  |         |      |
| 18   | Bill Collett      | AJS        |         |      |
| 19   | Bob Ferguson      | AJS        |         |      |
| 20   | Fred Cook         | AJS        |         |      |
| 21   | Robin Fitton      | Velocette  |         |      |
| 22   | Agnus Martin      | AJS        |         |      |
| 23   | Malcolm Templeton | AJS        |         |      |
| 24   | W. Ferguson       | AJS        |         |      |
| 25   | Austin Carson     | BSA        |         |      |
| 26   | J. W. Parkinson   | Norton     |         |      |
| 27   | Stephen Murray    | Norton     |         |      |
| 28   | Harry Plews       | AJS        |         |      |
| 29   | Tom Turner        | Norton     |         |      |
| 30   | Ralph Wijesinghe  | Norton     |         |      |
| 31   | Ken Swallow       | AJS        |         |      |
| 32   | Geoff Canning     | BSA        |         |      |
| 33   | Patsy McGarrity   | BSA        |         |      |
| 34   | Rally Dean        | Norton     |         |      |
| 35   | Norman Crossett   | AJS        |         |      |
| 36   | W. R. Evans       | AJS        |         |      |
| 37   | Liam Rice         | AJS        |         |      |
| 38   | N. Ellwood        | Velocette  |         |      |
| 39   | S. McAvoy         | AJS        |         |      |
| 40   | H. O'Reilly       | Norton     |         |      |
| 41   | Morrie Low        | BSA        |         |      |

## Resultados 250cc
Hermann Paul Müller aún no sabía exactamente cuántos puntos tenía, porque había presentado una protesta contra la victoria de Bill Lomas en Assen (Lomas había repostado allí sin parar el motor). Por eso era importante que ganara en Úlster, pero eso no pasó. Fue un éxito para el NSU Sportmax porque John Surtees ganó por delante de Sammy Miller y Müller solo pudo ser sexto. Un golpe de suerte fue que Cecil Sandford solo terminó quinto, dejando a Müller a la cabeza del campeonato mundial.
| Pos. | Piloto              | Equipo     | Tiempo    | Pts. |
| ---- | ------------------- | ---------- | --------- | ---- |
| 1    | John Surtees        | NSU        | 1:06:00.4 | 8    |
| 2    | Sammy Miller        | NSU        | +24.0     | 6    |
| 3    | Umberto Masetti     | MV Agusta  | +1:16.6   | 4    |
| 4    | Bill Lomas          | MV Agusta  |           | 3    |
| 5    | Cecil Sandford      | Moto Guzzi |           | 2    |
| 6    | Hermann Paul Müller | NSU        |           | 1    |
| 7    | Arthur Wheeler      | Moto Guzzi |           |      |
| 8    | Percy Tait          | Velocette  |           |      |
| 9    | Jimmy Herron        | Norton     |           |      |
| 10   | Harold Kirby        | Velocette  |           |      |
| 11   | Hans Haldemann      | Moto Guzzi |           |      |
| 12   | S. Hodgkins         | Excelsior  |           |      |
| 13   | David Andrews       | Excelsior  |           |      |
| Ret  | Carlo Ubbiali       | MV Agusta  | Ret       |      |
| Ret  | Luigi Taveri        | MV Agusta  | Ret       |      |